# Scatella stuckenbergi
Scatella stuckenbergi är en tvåvingeart som först beskrevs av Wirth 1956.  Scatella stuckenbergi ingår i släktet Scatella och familjen vattenflugor. Inga underarter finns listade i Catalogue of Life.